# Enamorada en vivo
Enamorada en vivo es el cuarto álbum en vivo de la artista mexicana Lucero, fue lanzado al mercado el 9 de noviembre de 2018 producido por la compañía discográfica Fonovisa junto a Universal Music México; este es el resultado de la grabación del concierto ofrecido en el Auditorio Nacional en Ciudad de México el 6 de julio de 2018 para la promoción de sus dos álbumes grabados bajo el género de regional mexicano en la categoría de banda sinaloense, y también, para la celebración de sus 38 años de carrera continua en el mundo del espectáculo.
En el concierto realizado, y por lo tanto en este álbum, Lucero estuvo acompañada por el mariachi "Gama Mil" y por la banda sinaloense "La Tocadora".

## Antecedentes
En enero de 2018, se difundió la noticia de la grabación de un nuevo álbum dentro del género banda el cuál se llamaría Más enamorada con banda y Lucero ya estaba en los estudios de grabación, y además, anuncia un concierto en el Auditorio Nacional en la Ciudad de México para el mes de julio

## Concierto
Después de seis años sin presentarse en el Auditorio Nacional, y en plena promoción de sus últimos dos álbumes de banda sinaloense, el 6 de julio de 2018, Lucero se presenta en el Auditorio Nacional en Ciudad de México, con un lleno total y conquistando al público mexicano presente, durante la presentación la cantante hizo un recorrido a través de sus éxitos pop de antaño, luego acompañada de mariachi para interpretar algunos temas de música vernácula y para terminar la acompañó la Banda La Tocadora para interpretar sus últimos éxitos de este género.
Con una audiencia cercanas a las 10,000 personas, incluyendo fanáticos de países como Brasil, Chile, Argentina, Ecuador, Venezuela, Costa Rica, Hungría, Serbia, Croacia y Estados Unidos y con una duración de casi tres horas, la presentación se dividió en tres partes: la primera con canciones pop como "Veleta", "Electricidad", "No Me Dejes Ir", "Sobreviviré" y "Cuéntame"; el segundo con mariachi, interpretado por el grupo Gama Mil: "Llorar", "Tu Cárcel" y "Popurrí Juan Gabriel"; y el tercero con la banda sinaloense La Tocadora: "Me Gusta Estar Contigo", "Necesitaría", "Hasta que Amanezca" y "Viva México", entre otras.

## Producción
Esta producción fue lanzada al mercado mexicano y americano el 9 de noviembre de 2018, en un formato físico de CD+DVD y en streaming y descarga digital. Tanto el concierto como el disco fueron producidos por Ernesto Fernández. Como campaña de lanzamiento, se indica que es un material de colección debido al contenido de tres décadas de música

## Promoción y gira
El 12 de octubre el canal VEVO de la plataforma de vídeos digitales YouTube estrenó el tema "Electricidad", primer sencillo de promoción de este álbum, el cual en este mismo día se lanza la convocatoria de preventa del álbum; para el 20 de octubre se estrena en canales como iTunes y Spotify el tema "A pesar de todo" en vivo como segundo sencillo; y para el 27 de octubre se lanza la canción "Llorar" como último sencillo de este nuevo álbum.
El 14 de noviembre, Lucero realizó una conferencia de prensa para presentar el álbum, así como su nueva colección de zapatos.
Para la promoción del álbum, durante los meses de noviembre y diciembre de 2018 y de enero hasta marzo de 2019 Lucero se presenta en diferentes ciudades de México, así como en firmas de autógrafos y diferentes programas de radio, televisión e internet como lo son en las oficinas de Facebook, Youtube, Mixup, premios Bandamax, Descarga de la Z, Monterrey, Teletón, Amazon Music, Querétaro, Toluca, Todos Somos Más, etc.
Para cerrar la promoción de este álbum, Lucero anuncia un nuevo concierto en el Auditorio Nacional en Ciudad de México para el 24 de mayo de 2019 en el que estarán acompañándola la Banda Los Sebastianes y el argentino Luciano Pereyra; además de celebrar sus 50 años de edad. Además de presentar su nuevo álbum "Brasileira en vivo".

## Lista de canciones
| Enamorada en vivo | |          |  |
| N.º               | Título                                                                                             | Duración |  |
| 1.                | «Intro ("Carinha de Anjo")»                                                                        | 1:36     |  |
| 2.                | «Ya No»                                                                                            | 2:52     |  |
| 3.                | «Veleta»                                                                                           | 4:08     |  |
| 4.                | «No Me Dejes Ir»                                                                                   | 3:52     |  |
| 5.                | «Sobreviviré»                                                                                      | 3:10     |  |
| 6.                | «Popurrí Románticas» ((Amor secreto, Corazón a la deriva, Tanto, El privilegio de amar))           | 5:31     |  |
| 7.                | «Electricidad»                                                                                     | 3:54     |  |
| 8.                | «Popurrí Niña» ((Con tan pocos años, Te prometo, Fuego y ternura))                                 | 4:10     |  |
| 9.                | «Cuéntame»                                                                                         | 4:18     |  |
| 10.               | «Vete Con Ella»                                                                                    | 3:46     |  |
| 11.               | «Tu Cárcel»                                                                                        | 3:17     |  |
| 12.               | «Acá Entre Nos»                                                                                    | 3:15     |  |
| 13.               | «Tristes Recuerdos»                                                                                | 4:50     |  |
| 14.               | «Popurrí Juan Gabriel» ((El noa noa, En esta primavera, No tengo dinero, Será mañana, El noa noa)) | 6:11     |  |
| 15.               | «Llorar»                                                                                           | 3:09     |  |
| 16.               | «Volver, Volver»                                                                                   | 3:53     |  |
| 17.               | «El Sinaloense»                                                                                    | 3:45     |  |
| 18.               | «Me Gusta Estar Contigo»                                                                           | 2:20     |  |
| 19.               | «Ven Devórame Otra Vez»                                                                            | 2:52     |  |
| 20.               | «Un Corazón Enamorado»                                                                             | 2:52     |  |
| 21.               | «A Pesar De Todo»                                                                                  | 3:10     |  |
| 22.               | «Hasta Que Amanezca»                                                                               | 3:05     |  |
| 23.               | «Si Quieres Ser Mi Amante»                                                                         | 3:09     |  |
| 24.               | «Me Gustas Mucho»                                                                                  | 2:44     |  |
| 25.               | «Secreto De Amor»                                                                                  | 3:55     |  |
| 26.               | «Necesitaría»                                                                                      | 3:14     |  |
| 27.               | «Viva México»                                                                                      | 2:52     |  |
| 1:36:04           | |          |  |